# بانوی صورتی (گروه)
بانوی صورتی (انگلیسی: Pink Lady) یک گروه موسیقی پاپ زنانه ژاپنی هستند که از اواخر دهه ۱۹۷۰ و اوایل دهه ۱۹۸۰ فعالیت می‌کردند،